# Johannes Bergh (jurist, 1837–1906)
För andra betydelser, se Johannes Bergh.

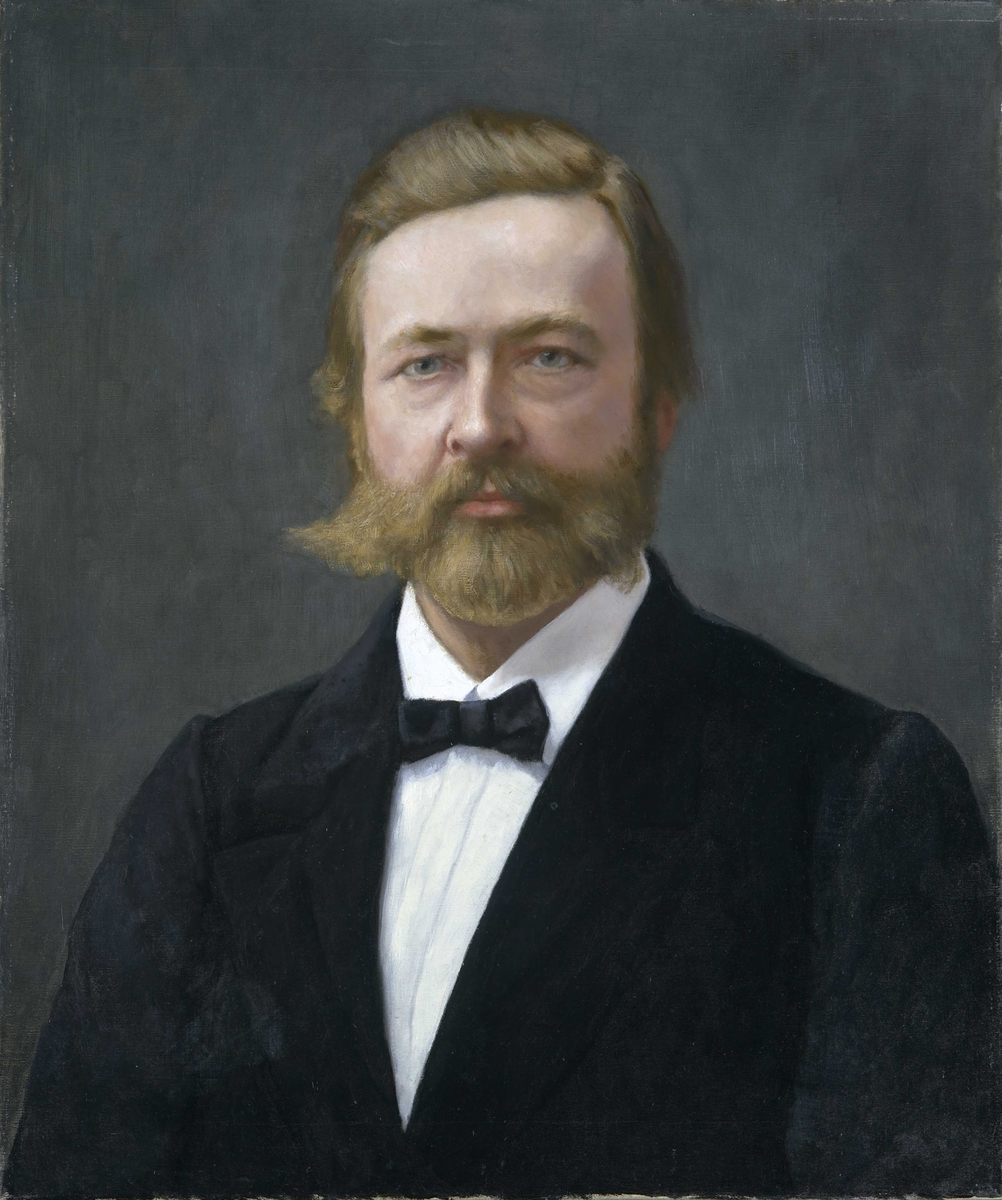

Johannes Bergh, född den 18 februari 1837, död den 18 mars 1906, var en norsk jurist. Han var far till skådespelaren och teaterledaren Ludvig Bergh.
Bergh tog 1856 juristexamen, och blev därpå advokat, han var från 1862 höiesterettsadvokat, och 1893–1904 regeringsadvokat. Bergh bedrev en omfattande praktisk verksamhet, bland annat var han försvarare åt den Selmerska ministären inför riksrätten 1883–1884. Han var medlem av redaktionerna för Ugeblad for lovkyndighet 1861–1871 och för Tidsskrift for retsvidenskap; från 1888 offentliggjorde han där flera juridiska avhandlingar.